# Ĉ
Ĉ ، ĉ چهارمین حرف الفبای اسپرانتو می‌باشد، برساخته از یک C با هشتکی بر فراز آن. 
در زمانی که ابزار نگارش این حرف فراهم نباشد، به جای آن از ترکیب cx یا ch بهره می‌برند. 

## منبع
Wikipedia contributors, "Ĉ," Wikipedia, The Free Encyclopedia, http://en.wikipedia.org/w/index.php?title=%C4%88&oldid=613054564 (accessed July 22, 2014). 